# St. Nikolai (Bardowick)

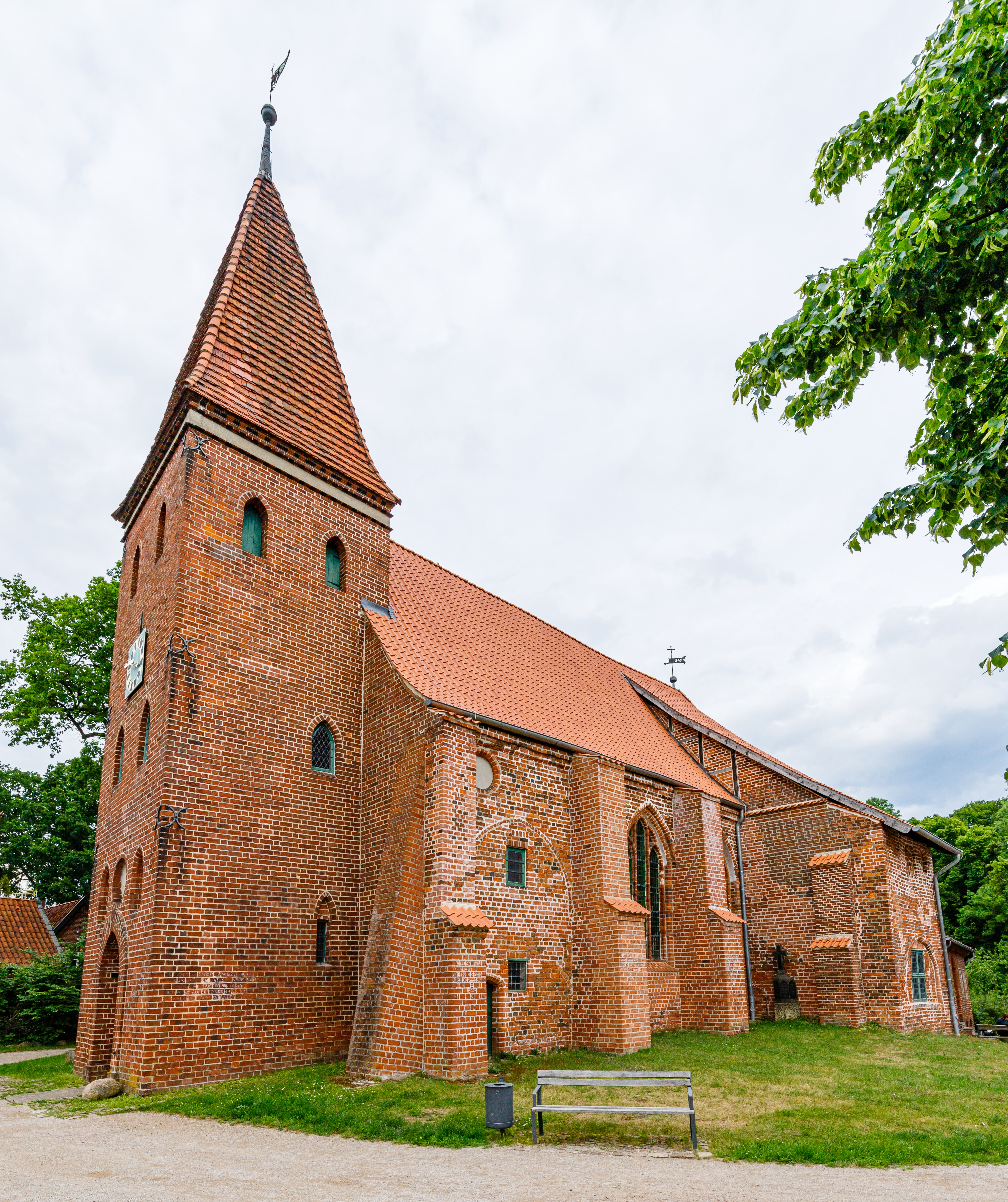
Kapelle St. Nikolai

Die evangelisch-lutherische Kapelle St. Nikolai befindet sich auf dem Gelände der Leproserie St. Nikolaihof in Bardowick.

## Geschichte
Die einschiffige backsteingotische Saalkirche entstand vermutlich im frühen 14. Jahrhundert; die früheste schriftliche Erwähnung stammt aus dem Jahr 1306. 1421/1422 wurde der Glockenturm im Westen angebaut. 1435 wurde der gesamte Bau erneuert und erhielt im Wesentlichen sein heutiges Aussehen. In der Kapelle ist eine der wenigen erhaltenen Kanzeluhren zu sehen.